# Ci stai
Ci stai è un singolo del cantautore italiano Biagio Antonacci, pubblicato il 23 ottobre 2015 come primo estratto dal decimo album di raccolta Biagio.

## Descrizione
Il brano è una ballad pop rock scritta dallo stesso Antonacci e prodotta con Michele Canova Iorfida, che ne ha curato gli arrangiamenti.

## Video musicale
Il videoclip è stato pubblicato il 9 novembre 2015 sul canale Vevo-YouTube del cantante.